# Курильская котловина
Курильская котловина — глубоководная задуговая впадина Охотского моря, возникшая в результате формирования рифтов. Находится в юго-западной части моря, имеет вытянутую вдоль Курильских островов форму длиной примерно 900 км и шириной до 300 км.
Дно котловины представляет собой плоскую абиссальную равнину, которая разделена в её центральной части подводным хребтом Сакура. Максимальная глубина достигает 3916 м, что является максимальной глубиной Охотского моря.

## См.также
- Курильская островная дуга
- Курило-Камчатский жёлоб